# Gonomyia (Leiponeura) perpicta
Gonomyia (Leiponeura) perpicta is een tweevleugelige uit de familie steltmuggen (Limoniidae). De soort komt voor in het Australaziatisch gebied.